# Prelazia Territorial de Deán Funes
A Prelazia Territorial de Deán Funes (em latim:  Praelatura Territorialis Funesiopolitanus ) é uma prelazia localizada na cidade de Deán Funes, pertencente a Arquidiocese de Córdoba na Argentina. Foi fundada em 25 de janeiro de 1980 pelo Papa João Paulo II. Com uma população católica de 64.085 habitantes, sendo 97,8% da população total de 65525 habitantes, possui 8 paróquias com dados de 2017.

## História
A Prelazia Territorial de Deán Funes foi criada com a desmembração da Diocese de Cruz del Eje em 25 de janeiro de 1980. 

## Lista de prelados
A seguir uma lista de bispos desde a criação da prelazia. 
|                 | Nome                                  | Período   | Notas                      |
| Bispo           | Bispo                                 | Bispo     | Bispo                      |
| --------------- | ------------------------------------- | --------- | -------------------------- |
| 5º              | Enrique Eguía Seguí                   | 2023-     | Atual                      |
| 4º              | Gustavo Gabriel Zurbriggen            | 2013-2023 | Nomeado Bispo de Concordia |
| 3º              | Aurelio José Kühn Hergenreder, O.F.M. | 2000-2013 |                            |
| 2º              | Lucas Luis Dónnelly, O. de M.         | 1980-2000 |                            |
| 1º              | Ramón Iribarne Arámburu, O. de M.     | 1980-1980 |                            |
| Bispo-coadjutor |                                       |           |                            |
|                 | Gustavo Gabriel Zurbriggen            | 2011-2013 |                            |